# Viva! (Riccardo Cocciante)
Viva! è un album live di Riccardo Cocciante, pubblicato nel 1988 e registrato durante il tour italiano dello stesso anno.

## Canzoni
1. Io canto - 5:41
2. Il mare dei papaveri - 4:00
3. Cervo a primavera - 6:50
4. L'onda - 4:20
5. Era già tutto previsto - 3:46
6. Un nuovo amico - 3:44
7. Sincerità - 3:31
8. Margherita - 6:00
9. La grande avventura - 6:00
10. Questione di feeling - 8:02
11. Bella senz'anima - 3:58
12. Tu sei il mio amico carissimo - 11:33